# Macena Barton
Macena Alberta Barton (7 de agosto de 1901 – 1986) foi uma pintora norte-americana.
Barton era natural de Union City, Michigan. Ela estudou na School of the Art Institute of Chicago de 1921 a 1925, enquanto se sustentava como bancária e revisora. Entre seus instrutores estava Leon Kroll, que a encorajou a estudar o trabalho dos pós-impressionistas;[2] outros professores incluíam John W. Norton, Wellington Reynolds e Allen Philbrick. Ela rapidamente ganhou destaque por suas pinturas surrealistas fortes e marcantes, e participaria de exposições em Chicago ao longo de sua carreira. Em 1927, ela recebeu o Prêmio August Peabody da Universidade de Chicago, e ganhou os primeiros prêmios da Chicago Galleries Association de 1945 a 1956. Barton foi membro do Instituto Internacional de Artes e Letras e pertenceu ao Arts Club de Chicago e à Chicago Society of Artists.